# Nadine Ashraf
Nadine Ashraf (* 1. April 1993; arabisch نادين أشرف) ist eine ägyptische Badmintonspielerin.

## Karriere
Nadine Ashraf nahm 2008, 2010 und 2011 an den Badminton-Juniorenweltmeisterschaften teil. Bei den Bahrain International 2012 belegte sie Rang drei im Mixed mit Mahmoud Elsayad. Mit ihm siegte sie auch bei den Uganda International 2013. Bei derselben Veranstaltung belegte sie ebenfalls Rang drei im Damendoppel mit Hadia Hosny, mit welcher sie auch schon bei den Kenya International 2011 Dritte geworden war.